# Muhammad Amin al-Husajni
Al-Hadżdż Muhammad Amin al-Husajni (ur. 1895 lub 1897, zm. 4 lipca 1974) – palestyński nacjonalista i polityczny przywódca ruchu muzułmańskiego w Mandacie Palestyny, w latach 1921–1948 wielki mufti Jerozolimy. Doprowadził do wybuchu arabskich zamieszek antyżydowskich w latach 1936–1939. Uciekając przed aresztowaniem, zbiegł na emigrację, gdzie kontynuował swoją działalność antyżydowską.

## Młodość
Muhammad Amin al-Husajni urodził się w Jerozolimie, będącej wówczas częścią Imperium Osmańskiego (obecnie Izrael). Był synem ówczesnego muftiego miasta Mohammeda Tahira al-Husajniego, który już wówczas był żarliwym przeciwnikiem syjonizmu. Klan Husajni należał do jednych z najzamożniejszych rodzin w południowej Palestynie i posiadał ziemie położone wokół Jerozolimy. Trzynastu członków klanu było kolejnymi burmistrzami Jerozolimy w latach 1864–1920. Brat Amina, Kamil al-Husajni był wielkim muftim Jerozolimy. Młody Amin ukończył szkołę islamską w Jerozolimie, ucząc się jednocześnie języka tureckiego w szkole rządowej, francuskiego u francuskich misjonarzy katolickich i u Alberta Antébi (dyrektor Alliance Israélite Universelle – był przeciwnikiem ruchu syjonistycznego). Następnie udał się na Uniwersytet Al-Azhar w Kairze, gdzie studiował prawo islamskie pod zwierzchnictwem Raszida Ridy. Rida (był mentorem Amina do swojej śmierci w 1935 r.). W 1913 roku razem z matką wziął udział w pielgrzymce (hadżdż) do Mekki. Potem wyjechał do Stambułu na studia.

## Kariera wojskowa
Wraz z wybuchem w 1914 roku I wojny światowej Amin wstąpił do tureckiej armii. Służył jako oficer artylerii w 48 Brygadzie stacjonującej w okolicach miasta Izmir. W listopadzie 1916 roku otrzymał trzy miesiące urlopu na leczenie się. Powrócił wówczas do rodzinnej Jerozolimy, którą w międzyczasie zajęli Brytyjczycy. Przyłączył się do arabskich żołnierzy Fajsala I, walcząc z Turkami w celu wyzwolenia Palestyny. Następnie przez krótki czas pracował w brytyjskiej administracji w Jerozolimie i Damaszku.

## Wczesna działalność polityczna
W 1919 roku Amin al-Husajni wziął udział w Kongresie Pan-Syryjskim, który odbył się w Damaszku. Poparł kandydaturę Fajsala I na króla Wielkiej Syrii. W tym samym roku al-Husajni założył w Jerozolimie prosyryjski klub nazwany „Arab Club” (An-Nadi Al-Arabi). Rywalizował on z innym ważnym palestyńskim klanem Naszaszibi, który utworzył podobny klub pod nazwą „Literary Club” (Al-Muntada al-Adabi). Rywalizacja toczyła się o wpływ na opinię publiczną arabskiej społeczności w Palestynie. W tym samym czasie zaczął pisać artykuły do arabskiego dziennika „Południowa Syria” (arab. سوريا الجنوبية, Surijja al-Dżanubijja), który od września 1919 roku był wydawany w Jerozolimie. Podczas corocznej procesji Nabi Musa w Jerozolimie, w kwietniu 1920 roku wybuchły gwałtowne arabskie protesty przeciwko realizacji brytyjskiej deklaracji Balfoura, która była obietnicą utworzenia w Palestynie „żydowskiej siedziby narodowej”. W zamieszkach w Nabi Musa zniszczeniu uległo wiele żydowskich sklepów i domów w mieście. Raport brytyjskich władz mandatowych rozłożył winę za wybuch rozruchów po obu stronach narastającego w Mandacie Palestyny konfliktu. Amin al-Husajni został oskarżony o nakłanianie Arabów „płomiennymi mowami” do rozruchów. Przed wydaniem wyroku przez sąd wojskowy, zdołał on uciec wraz z wieloma innymi arabskimi nacjonalistami. Brytyjski sąd skazał go zaocznie na dziewięć lat więzienia.
Po kwietniowych rozruchach w Jerozolimie doszło do poważnego rozłamu pomiędzy arabskimi klanami Husajnich a Naszaszibich. Brytyjski wojskowy gubernator Jerozolimy, pułkownik Ronald Storrs odwołał Musę Kazima al-Husajniego z funkcji burmistrza Jerozolimy, a na jego miejsce powołał Raghiba an-Naszaszibiego. Pogłębiło to poczucie wyrządzonej krzywdy w klanie Husajnich. Amin, przebywający na emigracji w Transjordanii, zaangażował się w szerzenie doktryny politycznej panarabizmu, nawołując do utworzenia Wielkiej Syrii na terenach zajmowanych współcześnie przez Syrię, Liban, Irak, Jordanię i Izrael. Wszystkie te marzenia upadły w 1920 roku wraz z utworzeniem Francuskiego Mandatu Syrii. Francuskie wojska wkroczyły do Damaszku i obaliły rządy Fajsala I. W nowej rzeczywistości Amin al-Husajni odwrócił swoje zainteresowanie od Damaszku i skoncentrował uwagę ideologii panarabskiej na Jerozolimie, starając się przeciwdziałać napływowi żydowskich imigrantów do Palestyny. Swoją działalność prowadził z emigracji przy pomocy tajnego stowarzyszenia Al-Fida’ijja, które wraz z organizacją al-Icha’ wal-‘Afaf odegrały ważną rolę w tajnych rozmowach z Brytyjczykami na temat przeciwdziałania dalszej działalności syjonistów w Palestynie.

## Wielki mufti Jerozolimy

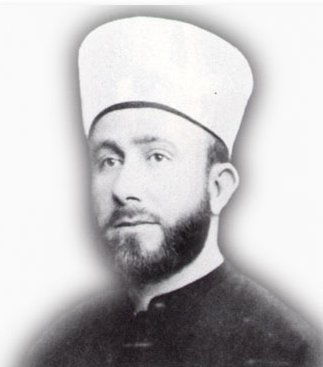
Wielki mufti Jerozolimy Al-Hadżdż Muhammad Amin al-Husajni

Po śmierci Kamila, brata al-Husajniego, w styczniu 1922 roku brytyjski wysoki komisarz Palestyny sir Herbert Samuel ułaskawił go, umożliwiając mu w ten sposób powrót do Jerozolimy. Podczas wyborów nowego wielkiego muftiego Jerozolimy reprezentanci oddali cztery głosy na członka klanu Husajnich i trzy głosy na członka klanu Naszaszibich. Sir Herbert Samuel pragnął jednak zachować pewną równowagę sił i ze względu na fakt, że burmistrzem miasta był Raghib an-Naszaszibi, wskazał na szejka Hussam ad-Dina Dżarallaha. Gdy jednak ten wycofał swoją kandydaturę, automatyczny wybór wskazał na Amina al-Husajniego. W ten sposób został on wielkim muftim Jerozolimy. W tym samym roku Amin al-Husajni stanął na czele Najwyższej Rady Muzułmańskiej powołanej do życia w 1921 roku przez sir Samuela. Rada kontrolowała fundusze wakf warte dziesiątki tysięcy funtów i sprawowała nadzór nad działalnością islamskich sądów w Palestynie. Najwyższa Rada Muzułmańska uważała się za strażnika jednego z trzech świętych miejsc islamu i rozpoczęła międzynarodową kampanię zbierania funduszy na renowację meczetu Al-Aksa i Kopuły na Skale. Cały ten obszar znajdował się wówczas w ruinie i wymagał gruntownych prac renowacyjnych. Al-Husajni zlecił wykonanie prac tureckiemu architektowi Mimarowi Kemaleddinowi. Amin był zdecydowany przekształcić meczet Al-Aksa w symbol panarabskiego i palestyńskiego nacjonalizmu w walce z napływem żydowskich imigrantów do Palestyny. Prowadząc swoją kampanię, często oskarżał Żydów o planowanie przejęcia kontroli nad Murem Zachodnim, który był niezbywalną własnością i częścią meczetu Al-Aksa. Wzajemne oskarżenia przyczyniały się tylko do wzrostu napięć pomiędzy obydwoma społecznościami w mieście. Obie społeczności – arabska i żydowska – patrzyły na wszystkie problemy tylko z punktu widzenia własnej tradycji i własnych interesów. W dniu 26 sierpnia 1928 roku Amin al-Husajni przewodniczył w uroczystościach zakończenia pierwszego etapu prac renowacyjnych w meczecie Al-Aksa. W uroczystościach uczestniczyli przedstawiciele wszystkich krajów muzułmańskich, które sfinansowały realizację projektu. Wśród obecnych był emir Transjordanii Abd Allah I.

## Rozruchy arabskie 1929

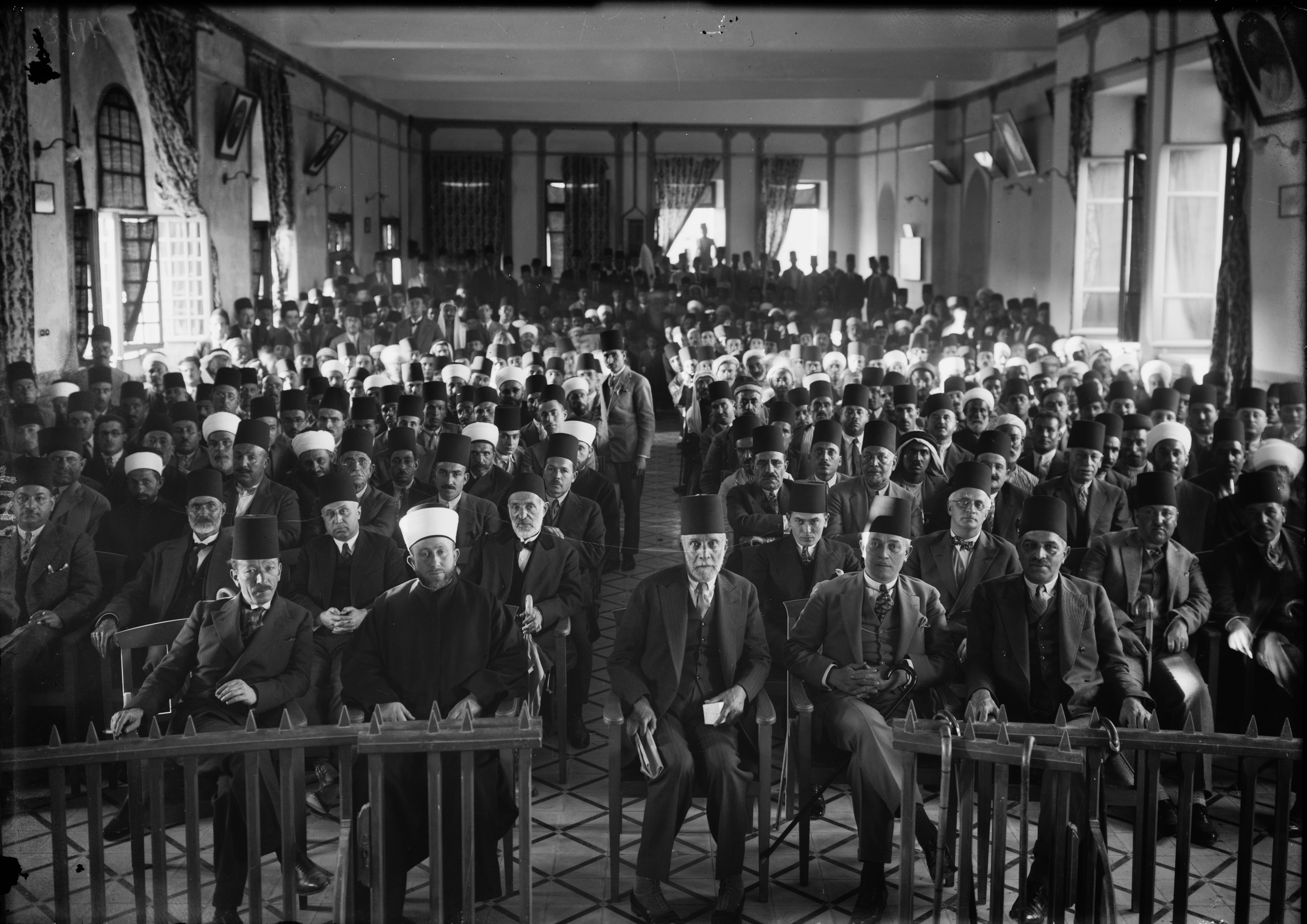
Protest arabskiej delegacji w 1928 roku. Na pierwszym planie (po lewej stronie) widoczny Amin al-Husajni

Miesiąc później, 23 września 1928 roku, Żydzi przygotowywali się do obchodzenia przy Zachodnim Murze tradycyjnego święta żydowskiego Jom Kipur. Sługa synagogi (szames), na polecenie rabinów, ustawił ogrodzenie oddzielające miejsca modlitw mężczyzn od kobiet. Było to zgodne z tradycją żydowską, jednak władze muzułmańskie złożyły w tej sprawie skargę do wysokiego komisarza Palestyny sir Harry Luke’a. Skarga zwracała uwagę, że wystawienie ogrodzenia (parkanu) narusza status quo. W reakcji na skargę, brytyjscy policjanci siłą usunęli ogrodzenie. Wywołało to kłótnie i przepychanki pomiędzy żydowskimi wiernymi a policjantami. Cały incydent miał jednak o wiele bardziej poważne następstwa. Zdarzenie to wywołało protesty społeczności żydowskiej na całym świecie, a żydowska Rada Narodowa zażądała wydzielenia Zachodniego Muru spod brytyjskiej administracji mandatowej. W odpowiedzi muzułmanie zorganizowali Komitet Obrony i zorganizowali olbrzymi protestacyjny wiec na placu przed meczetem Al-Aksa. Równocześnie rozpoczęto prowadzenie hałaśliwych prac budowlanych powyżej żydowskiego miejsca modlitw, a przez plac przed Zachodnim Murem zaczęły przechodzić liczne karawany kupieckich osłów. Wywoływało to rozdrażnienie i wybuchy gniewu modlących się Żydów. Wzajemne oskarżenia, przeciągające się rozmowy, wyjaśnienia, dochodzenia i negocjacje toczyły się przez cały rok.
W dniu 15 sierpnia 1929 roku (żydowskie święto Tisza be-Aw upamiętniające datę zburzenia Pierwszej i Drugiej Świątyni Jerozolimskiej), grupa rewizjonistycznej młodzieży z ruchu Bejtar zebrała się w Tel Awiwie, skandując hasła: „Mur jest nasz!”. Następnego dnia muzułmanie po modlitwie w meczecie Al Aksa, przeszli przez plac przed Zachodnim Murem, wyrywając Żydom tality i modlitewniki. Podczas całego zajścia nikomu nic się nie stało. Napięcie jednak w całym kraju narastało, i 17 sierpnia doszło do brutalnego zabójstwa siedemnastoletniego żydowskiego chłopca, i ciężkiego zranienia Araba w bójce. Pogrzeb zabitego chłopca odbył się w dniu 21 sierpnia w formie publicznej demonstracji. Doszło wówczas do próby wejścia do arabskiej części Starego Miasta i przepychanek z brytyjskimi policjantami. Następnego dnia Brytyjczycy podjęli próbę złagodzenia napięcia i uzyskali zgodę obu stron na rozpoczęcie dialogu w następnym tygodniu. Do rozmów jednak nie doszło, ponieważ w dniu 23 sierpnia dwoje Arabów zostało zamordowanych w żydowskiej dzielnicy Me’a Sze’arim. Był to dzień modlitw w meczecie Al-Aksa. Wielki mufti Amin Al-Husajni usiłował uspokoić wzburzony tłum, który zignorował go, i uzbrojony w kije i noże zaatakował żydowską dzielnicę. Do brutalnych napaści na Żydów doszło także w Hebronie, Hajfie, Jafie i Safedzie. W sumie w rozruchach zginęło 136 Arabów i 135 Żydów, a rannych zostało 340 Arabów i 240 Żydów. Brytyjskie władze mandatowe jednoznacznie spostrzegały Amina al-Husajniego jako prowodyra zamieszek, który poprzez swoich tajnych emisariuszy podburzał Arabów w kolejnych miejscowościach. W Londynie sir Alfred Mond zażądał aresztowania al-Husajniego za wzniecenie antybrytyjskich zamieszek. Wszczęte dochodzenie wykazało jednak o wiele bardziej głębokie i złożone przyczyny rozruchów.

## Rozszerzenie wpływów w świecie arabskim

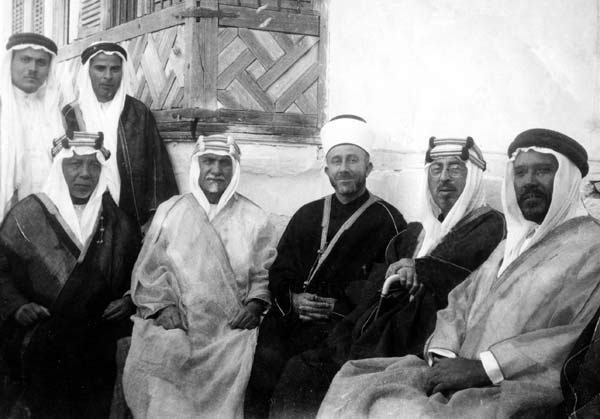
Amin al-Husajni podczas wizyty w Arabii Saudyjskiej

W dniach 7–17 grudnia 1931 roku Amin al-Husajni zwołał w Jerozolimie Światowy Kongres Islamski, w którym wzięli udział delegaci z 22 muzułmańskich krajów. Kongres wybrał al-Husajniego na swojego prezydenta, a następnie podjął uchwałę, w której podkreślono, że „Syjonizm jest winny szkodliwej agresji na muzułmańskie dobra, i bezpośrednio lub pośrednio wypiera muzułmanów z muzułmańskiej ziemi i muzułmańskich miejsc świętych”. Postanowiono, że Kongres będzie zbierać się w odstępach dwóch lub trzech lat, a podjęte uchwały będą realizowane przez Komitet Wykonawczy działający pod przewodnictwem al-Husajniego. Mniej więcej w tym samym czasie Izz ad-Din al-Kassam założył arabską organizację paramilitarną „Czarna Ręka” (arab. الكف الاسود, al-Kaff al-Aswad). Współpracował on z al-Husajnim.
W 1933 roku, kilka tygodni po dojściu do władzy Adolfa Hitlera w Niemczech, niemiecki konsul generalny w Mandacie Palestyny, Heinrich Wolff, wysłał telegram do Berlina, przekazując sprawozdanie z działalności al-Husajniego. Wolff spodziewał się, że palestyńscy muzułmanie mogą z entuzjazmem przyjąć narodowy socjalizm na Bliskim Wschodzie i poprzeć rozprzestrzenianie się faszyzmu w regionie. Miesiąc później Wolff spotkał się z al-Husajnim i wieloma szejkami w Nabi Musa. Zgodzili się oni na ogłoszenie bojkotu żydowskich sklepów w Palestynie i poprosili, aby III Rzesza nie wysyłała Żydów do Palestyny. Szejkowie zgodzili się przy tym nie ujawniać swoich powiązań z Niemcami. Wskutek tego ich entuzjazm dla nazistowskich Niemiec był przez długie lata niezrozumiały. Jednak różne prośby takich arabskich notabli, jak Amin al-Husajni, pozostawały bez odpowiedzi, ponieważ III Rzesza dbała wówczas o unikanie zbytecznych napięć w stosunkach z Wielką Brytanią. Przez cały ten czas wpływy al-Husajniego w świecie arabskim bardzo szybko rosły. W grudniu 1934 roku oficjalny dziennik arabskiej społeczności w Palestynie, „The Arab Federation” zasugerował, że al-Husajni powinien otrzymać Pokojową Nagrodę Nobla za swoją działalność pokojową w Arabii.

## Rozruchy arabskie 1936–1939
19 kwietnia 1936 roku w Mandacie Palestyny rozpoczął się powszechny strajk społeczności arabskiej. Protestom towarzyszyły demonstracje, które bardzo szybko przekształciły się w zamieszki. Amin al-Husajni przejął wówczas inicjatywę, przekazując liczne fundusze na finansowanie działań arabskich grup zbrojnych atakujących żydowskie osiedla. Do palestyńskich Arabów bardzo szybko dołączyli ochotnicy z innych krajów muzułmańskich, na czele których stał Fauzi al-Kawukdżi. Brytyjski wysoki komisarz sir Arthur Grenfell Wauchope usiłował negocjować z Aminem al-Husajnim, rozmowy okazały się jednak bezowocne. Al-Husajni ogłosił strajk powszechny, który sparaliżował cały transport publiczny, arabskie przedsiębiorstwa, rolnictwo i handel. Wydał także serię odezw wzywających do wstrzymania żydowskiej imigracji. W lipcu 1937 roku brytyjskie władze mandatowe podjęły próbę jego aresztowania, Amin ukrył się jednak w meczecie Al-Aksa i przebywał wewnątrz haramu przez trzy kolejne miesiące. W dniu 26 września arabscy napastnicy przeprowadzili zamach na lokalnego komisarza brytyjskiego Lewisa Yelland Andrews’a. Cztery dni później Brytyjczycy zdjęli Amina al-Husajniego z funkcji przewodniczącego Najwyższej Rady Muzułmańskiej i nakazali aresztowanie przywódców arabskiej rebelii. Al-Husajni zbiegł wówczas przez Jafę do Libanu. Francuskie władze zezwalały mu przez dwa lata na zamieszkiwanie w chrześcijańskiej miejscowości Zuk Mikail, skąd kierował działaniami palestyńskich Arabów. W październiku 1939 roku musiał uciekać z Libanu i poprzez Syrię przedostał się do Królestwa Iraku.

## Powstanie w Iraku

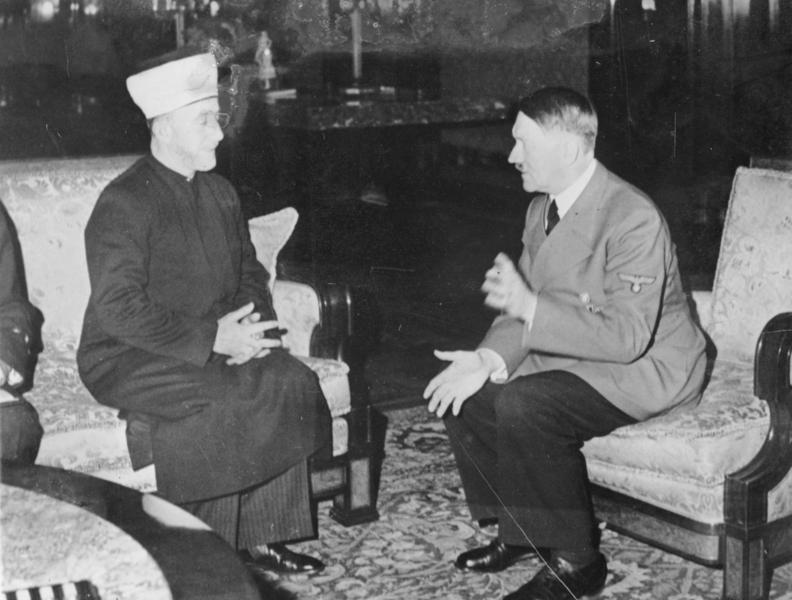
Amin al-Husajni z Adolfem Hitlerem, grudzień 1941 r.

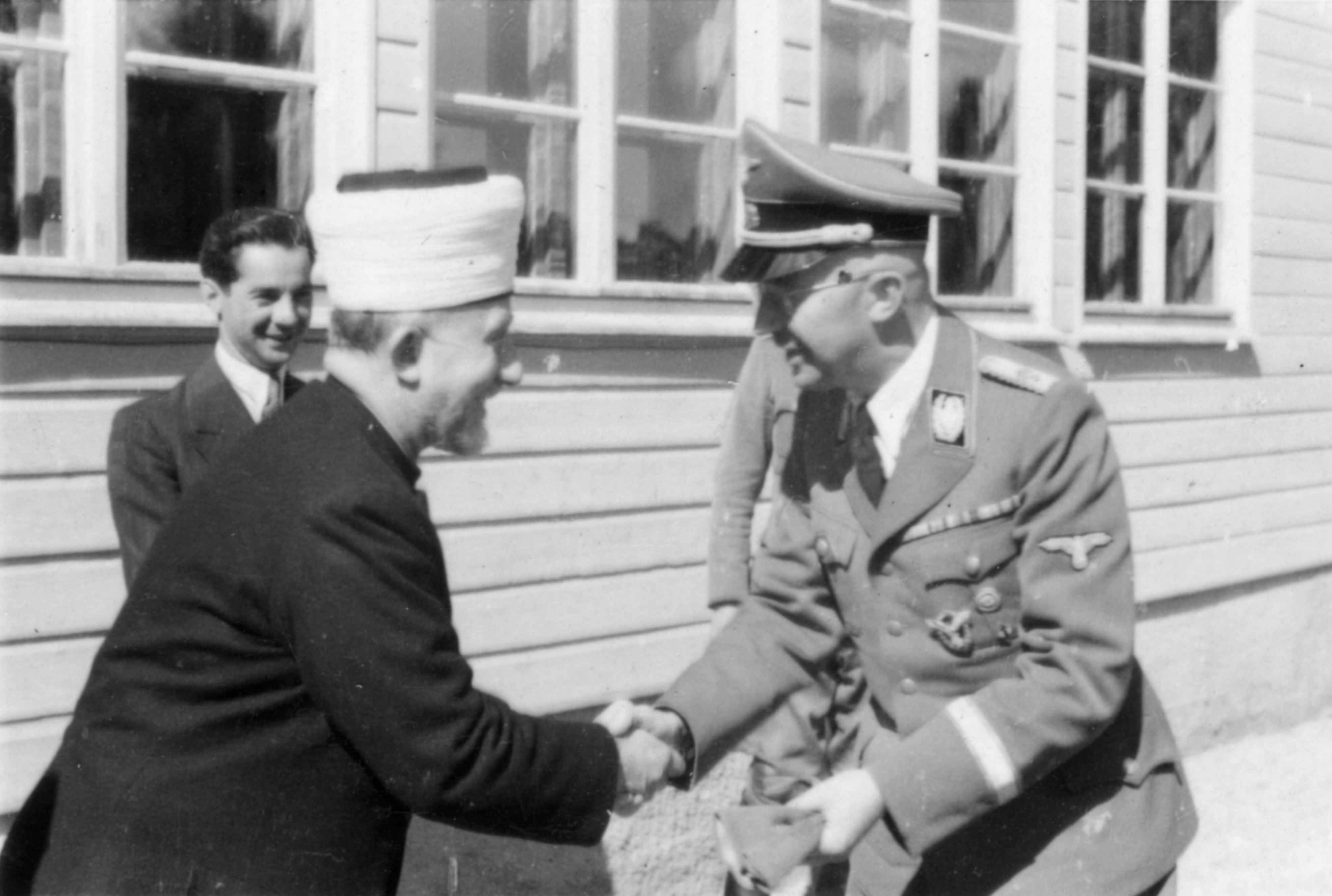
Amin al-Husajni z Heinrichem Himmlerem, 1943 r.

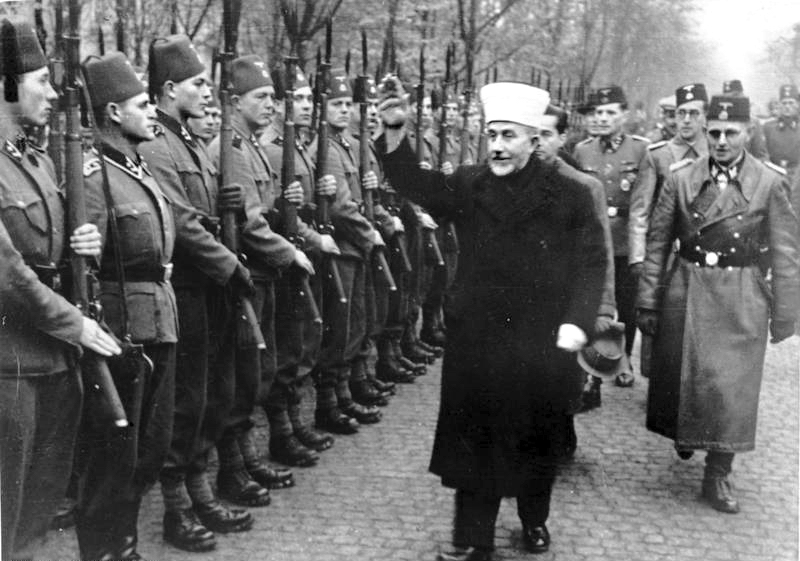
Amin al-Husajni z bośniackimi ochotnikami Waffen-SS z 13 Dywizji Górskiej SS „Handschar” na poligonie w Świętoszowie, listopad 1943 r.

Na początku kwietnia 1940 roku iracki premier Raszid Ali al-Kilani nawiązał kontakty z nazistowskimi Niemcami, przygotowując wybuch antybrytyjskiego powstania. W dniu 26 sierpnia al-Husajni wysłał swojego sekretarza Kemala Hadada do Berlina. Działał on jako łącznik pomiędzy państwami Osi a czterema oficerami o poglądach panarabskich, przychylnych III Rzeszy, nazywanymi „Złotym Czworobokiem” (Salah ad-Din as-Sabbagh, Fahmi Sa’id, Mahmud Salman i Kamil Szabib). Hadad odbył kolejne misje do Berlina w grudniu 1940 i w lutym 1941 roku. Prosił między innymi o pomoc finansową i wojskową. W dniu 1 kwietnia 1941 roku proniemiecki były premier al-Kilani i „Złoty Czworobok” zorganizowali zamach stanu. Mufti Amin al-Husajni znajdował się wśród najbliższych organizatorów zamachu, wchodząc w skład rządu al-Kilaniego. Rzucił także fatwę wzywającą Arabów do świętej wojny przeciwko Wielkiej Brytanii. W odpowiedzi Brytyjczycy przeprowadzili zbrojną interwencję w Iraku, restytuując przychylny sobie rząd. Amin al-Husajni uciekł do Persji, gdzie otrzymał azyl najpierw od Japonii, a następnie od Włoch. Gdy do Persji wkroczyły wojska brytyjskie, al-Husajni uciekł z włoskimi dyplomatami przez Turcję i Albanię do Włoch. Aby uniknąć rozpoznania, al-Husajni zgolił brodę i pofarbował włosy. Posługiwał się także włoskim paszportem.

## Pobyt w nazistowskiej Europie
Amin al-Husajni przyjechał do Rzymu 11 października 1941 roku i natychmiast skontaktował się z włoskim wywiadem (Servizio Informazioni Militari, SIM). Al-Husajni podał się za przywódcę tajnej arabskiej nacjonalistycznej organizacji działającej we wszystkich państwach arabskich. Zaoferował pomoc w wojnie przeciwko Wielkiej Brytanii pod warunkiem, że państwa Osi „uznają zasadę jedności, niezależności i suwerenności państwa arabskiego obejmującego Irak, Syrię, Palestynę i Transjordanię”. Włoskie Ministerstwo Spraw Zagranicznych przyznało al-Husajniemu dotację w wysokości jednego miliona lirów. 27 października al-Husajni spotkał się z włoskim przywódcą Benitem Mussolinim.
6 listopada al-Husajni przyjechał do Berlina, gdzie z Ernstem von Weizsäckerem omówił tekst deklaracji o współpracy niemiecko-arabskiej. 20 listopada odbyło się spotkanie z ministrem spraw zagranicznych Joachimem von Ribbentropem, a 28 listopada z Adolfem Hitlerem. Al-Husajni poprosił Hitlera o wydanie publicznej deklaracji „uznania i sympatii dla arabskiej walki o niepodległość i wyzwolenie, które byłoby wsparciem do likwidacji żydowskiej siedziby narodowej”. Hitler nigdy nie wygłosił podobnej deklaracji, mówiąc, że pobudziłoby to brytyjskie działania przeciwko francuskim rządom Vichy. Dał jednak al-Husajniemu zapewnienie, że Niemcy będą systematycznie dążyć do ostatecznego rozwiązania kwestii żydowskiej. Po likwidacji Żydów w Europie i Rosji celem Niemiec miało być zniszczenie elementów żydowskich zamieszkujących państwa arabskie (Das deutsche Ziel Würde lediglich dann die Vernichtung des im Arabischen Raum der unter der Protektion britischen Macht lebenden Judentums sein).
Al-Husajni przez część historyków jest oskarżany o popieranie niemieckiego planu Endlösung, eksterminacji europejskich Żydów. Na powojennym procesie w Norymberdze twierdził tak Dieter Wisliceny, zastępca Adolfa Eichmanna. W okresie późniejszym Muhammad Amin al-Husajni temu zaprzeczał. Jednakże pewne działania świadczą przeciwko niemu. 13 maja 1943 roku interweniował w niemieckim Ministerstwie Spraw Zagranicznych, aby zablokować ewentualne przewiezienie do Palestyny 4 tys. dzieci żydowskich wraz z 500 dorosłymi pochodzącymi z Bułgarii, Węgier i Rumunii. Wniosek ten został przyjęty. Następnie we wrześniu 1943 roku zablokował ewakuację 500 dzieci żydowskich z chorwackiego miasta Arbe do Turcji. Podobnie, w dniu 25 lipca 1944 roku wystąpił do węgierskiego ministra spraw zagranicznych, sprzeciwiając się wydaniu zaświadczeń dla 900 dzieci żydowskich i 100 dorosłych, dzięki którym mogliby oni wyjechać z Węgier do Turcji. Według al-Husajniego mogliby oni być wywiezieni do Palestyny. Sugerował on, że węgierscy Żydzi powinni trafić do państw okupowanych przez Niemców, takich jak np. Polska. Istnieją ponadto dowody na zaangażowanie Mohammada Amina al-Husajni w tajną akcję wysłania do Tel Awiwu 5 agentów-spadochroniarzy, którzy mieli zatruć system wodociągowy miasta. Brytyjska policja schwytała ich jednak w jaskini niedaleko Jerycha.
Współcześni historycy Klaus Michael Mallmann i Martin Cuppers przebadali dokumenty niemieckiego Ministerstwa Spraw Zagranicznych i Archiwum Wojskowego Wywiadu we Freiburgu. W swojej książce napisali, że naziści planowali utworzenie specjalnej jednostki Einsatzkommando Ägypten do eksterminacji Żydów w Palestynie. „Najważniejszym współpracownikiem nazistów i bezwzględnym arabskim antysemitą był Amin al-Husajni, mufti Jerozolimy”. Plany te nie zostały zrealizowane, jednak al-Husajni przez całą wojnę prowadził na rzecz III Rzeszy działalność propagandową w celu werbunku muzułmańskich ochotników do niemieckiej armii działającej na Bałkanach. Od początku 1942 roku odwiedzał Bośnię, gdzie spotykał się z muzułmańskimi przywódcami. Przekonał ich do koncepcji przyłączenia się do wojny i utworzenia muzułmańskich dywizji Waffen-SS. W 1943 i 1944 roku sformowano w ten sposób dwie dywizje: 13 Dywizję Górską SS „Handschar” i 23 Dywizję Górską SS „Kama”. Prowadziły one działania przeciwko jugosłowiańskiej partyzantce komunistycznej, popełniając liczne zbrodnie. Ponadto pomagał w tworzeniu szkół szkolących imamów i mułłów na rzecz wspomnianych formacji. Utrzymywał też bliskie kontakty z przywódcami albańskich muzułmanów, zachęcając ich do aktywnej kolaboracji z Niemcami. Innym przejawem propagandowej aktywności wielkiego muftiego Jerozolimy było przemówienie wygłoszone w dniu 1 marca 1944 roku w Radio Berlin: „Arabowie, powstańcie jak jeden mąż i walczcie o swoje prawa. Zabijajcie Żydów, gdziekolwiek ich znajdziecie. To podoba się Bogu, historii i religii. To ocali wasz honor. Allah jest z wami”.

## Powojenna działalność polityczna

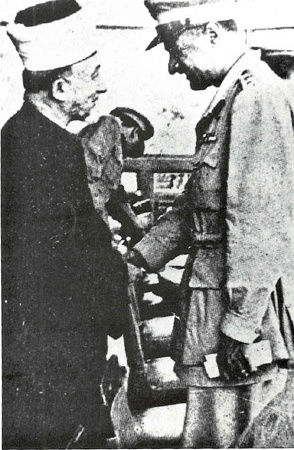
Amin al-Husajni i Gamal Abdel Naser, 1948 r.

Po zakończeniu wojny Amin al-Husajni uciekł do Szwajcarii, gdzie został zatrzymany i wydalony do Niemiec. 5 maja 1945 roku został aresztowany przez wojska okupacyjne w Konstancji, a następnie 19 maja przewieziony do aresztu domowego w regionie Paryża. Rozmowy z nim prowadził były ambasador Francji w Syrii, Henri Ponsot. Władze francuskie oczekiwały poprawy pozycji Francji w świecie arabskim i w tym celu poszukiwały nowych sojuszników. Z tego powodu przyznano al-Husajniemu specjalne warunki aresztu domowego – otrzymał zgodę na zakup samochodu, posiadanie sekretarzy i cieszył się pełną swobodą ruchu. W zamian zaoferował Francuzom dwie możliwe koncepcje: (1) zwiększenie arabskiej aktywności w Egipcie, Iraku i Transjordanii, aby w ten sposób uspokoić sytuację we francuskiej Syrii i Afryce Północnej, lub (2) podjęcie prowokacyjnych działań w Palestynie, Egipcie i Iraku, aby odwrócić uwagę Brytyjczyków od działań Francji w regionie. Al-Husajni był zadowolony ze swojej pozycji i przez rok przebywał w Paryżu.
24 maja 1946 roku Wielka Brytania złożyła wniosek o ekstradycję al-Husajniego, twierdząc, że był brytyjskim obywatelem Mandatu Palestyny, który kolaborował z nazistami. Pomimo faktu, że al-Husajni znajdował się na liście zbrodniarzy wojennych, Francja postanowiła uznać go za więźnia politycznego i odmówiła ekstradycji. Francja odmówiła również jego ekstradycji do Jugosławii, gdzie rząd ścigał go za zbrodnie na Serbach. W międzyczasie przedstawiciele ruchu syjonistycznego obarczyli al-Husajniego odpowiedzialnością za zbrodnie popełnione w Grecji i wezwali Stany Zjednoczone o wsparcie w tej sprawie. We wrześniu francuskie władze podjęły decyzję o przewiezieniu Amina do jednego z państw arabskich. W tym celu przeprowadzono konsultacje dyplomatyczne i 29 maja 1947 roku al-Husajni, korzystając z fałszywego paszportu syryjskiego, odleciał do Egiptu. Przywódcy społeczności żydowskiej wezwali Brytyjczyków do aresztowania al-Husajniego. Nie doszło jednak do tego, gdyż brytyjskie władze obawiały się pogorszenia stosunków z Ligą Państw Arabskich.
Tymczasem al-Husajni podjął działania na rzecz odbudowy swojej pozycji na Bliskim Wschodzie. Podczas wojny domowej w Mandacie Palestyny na początku 1948 roku wziął udział w spotkaniu arabskich przywódców w Damaszku. Podjęto wówczas decyzje o sformowaniu Armii Świętej Wojny, na czele której stanęli Hasan Salama i Abd al-Kadir al-Husajni. Al-Husajni usiłował zrealizować swój ambitny cel stanięcia na czele arabskiego państwa w Palestynie. W dniu 9 lutego 1948 roku na sesji Ligi Arabskiej w Kairze przedstawił propozycję powołania Sztabu Generalnego palestyńskich wojsk Ligi, utworzenie palestyńskiego Rządu Tymczasowego, na obszarach opuszczonych przez wojska brytyjskie przekazanie władzy lokalnym Komitetom Narodowym, udzielenia wsparcia finansowego na rzecz tworzenia administracji w Palestynie i powołania Wysokiej Komisji działającej na rzecz uzyskania odszkodowań wojennych dla palestyńskich uchodźców. Jego propozycje zostały odrzucone. 8 kwietnia zginął jego kuzyn, Abd al-Husajni, który był dowódcą Armii Świętej Wojny. Liga Arabska wykorzystała to osłabienie, i wstrzymała dalszą rekrutację ochotników do sił wspierających Amina al-Husajniego. Kontynuując politykę nieufności do Transjordanii, Liga Arabska prowadzona przez Egipt, podjęła decyzję o utworzeniu 8 września w Strefie Gazy rządu Całej Palestyny. Palestyński rząd w dużej mierze składał się z krewnych i zwolenników klanu Husajnich. Premierem był Ahmad Hilmi Abd al-Baki, ministrem spraw zagranicznych został Dżamal al-Husajni, ministrem obrony Raja al-Husajni, ministrem finansów Michael Abcarius, a sekretarzem Anwar Nussajbih. Jednak w rzeczywistości Amin al-Husajni wywierał silny wpływ na wszystkie decyzje rządu palestyńskiego. Historyk Avi Szlaim napisał: „Decyzja o utworzeniu rządu Całej-Palestyny w Strefie Gazy, i starania o utworzenie sił zbrojnych pozostających pod jego kontrolą, były próbą członków Ligi Arabskiej zbycia z siebie bezpośredniej odpowiedzialności za rozpoczęcie wojny i wycofanie swoich wojsk z Palestyny pomimo protestów. Bez względu na długoterminową przyszłość arabskiego rządu w Palestynie, jego bezpośrednim celem, zgodnie z zamysłem jego egipskich sponsorów, było stanowienie centralnego punktu sprzeciwu wobec Abdullaha i służyło jako instrument udaremniania ambicji federacji arabskich państw sprzymierzonych z Jordanią”.
W dniu 30 września 1948 roku al-Husajni powołał w Gazie Palestyńską Radę Narodową, która 1 października ogłosiła deklarację niepodległości całej Palestyny ze stolicą w Jerozolimie. Król Abd Allah I uznał próbę przywrócenia wpływów Amina al-Husajniego w Armii Świętej Wojny za wyzwanie rzucone jego władzy, i w dniu 3 października jego minister obrony nakazał na obszarach kontrolowanych przez Legion Arabski rozwiązanie wszystkich oddziałów tej armii. Rozkaz ten został bezwzględnie wykonany. W tej sytuacji Muhammad Amin al-Husajni nawiązał kontakty z opozycjonistami na okupowanych przez Transjordanię palestyńskich ziemiach, którzy zabili króla w 1951. Następcą został jego syn Talal I, który odmówił al-Husajniemu dostępu do Jerozolimy. Tak samo postąpił kolejny król Jordanii Husajn I. Podkopało to całkowicie znaczenie polityczne wielkiego muftiego Jerozolimy, który ostatnie lata życia spędził w Bejrucie, gdzie zmarł 4 lipca 1974 roku. Jego życzeniem było zostać pochowanym w Jerozolimie, ale na to nigdy nie zgodziły się władze Izraela.
Siostrzeńcem al-Husajniego był Muhammad Abd ar-Rauf Arafat al-Kudwa al-Husajni, bardziej znany jako Jasir Arafat. W sierpniu 2002 roku w jednym z wywiadów określił on Muhammada Amina al-Husajniego jako symbol palestyńskiego oporu.